# Elecciones estatales de Bremen de 1967
La elección estatal en Bremen de 1967 fue la séptima elección al Bürgerschaft de la Ciudad Libre Hanseática de Bremen. Tuvo lugar el 1 de octubre de 1967.

## Resultados
La participación fue del 77,0 por ciento.
El SPD perdió la mayoría absoluta de los escaños. Continuó gobernando con el FDP.
El NPD, que previamente ya estaba representado en el Bürgerschaft por cuatro diputados electos en representación del Partido Alemán en 1963, entró (por única vez hasta ahora) en el parlamento.
| Partido | Partido | Votos   | Porcentaje | Escaños |
| ------- | ------- | ------- | ---------- | ------- |
|         | SPD     | 186.795 | 46,0       | 50 (-7) |
|         | CDU     | 119.647 | 29,5       | 32 (+1) |
|         | FDP     | 42.731  | 10,5       | 10 (+2) |
|         | NPD     | 35.894  | 8,8        | 8 (+8)  |
|         | DFU     | 17.240  | 4,2        | -       |
|         | DP      | 3.594   | 0,9        | 0 (-4)  |